# 马尼格甘杰县
马尼格甘杰（Manikganj District）为孟加拉国达卡专区辖县，地处孟加拉国中部。县境北与坦盖尔县接壤，南与福里德布尔县毗邻，东接达卡县，西连巴布纳和拉杰巴里县。年平均降雨量2,376毫米，平均气温12.7°C（最低）至36°C（最高）。县域总面积1,378.99公里²，总人口1,274,829人（1991），全县共分为5乡（乌帕齐拉）。